# Setu
Setu je malobrojna etnička skupina koja pripada ugrofinskim narodima. Pripadnici te etničke skupine uglavnom naseljavaju područja na jugoistoku Estonije (okruzi Põlvamaa i Võrumaa) te na krajnjem zapadu Pskovske oblasti (Pečorski rajon) Rusije. To se područje naziva Setumaa. Prema podatcima iz 2010. godine u svijetu je živjelo oko 15.000 pripadnika te etničke skupine, od čega je najviše u Estoniji i to oko 10.000, te u Pečorskom rajonu Rusije gdje je registrirano 187 pripadnika te etničke skupine. U Rusiji imaju službeni status nacionalne manjine na području Pskovske oblasti, dok se u Estoniji smatraju jednom od etničkih skupina Estonaca. Za razliku od Estonaca pravoslavne su vjeroispovijesti, a među njima su dosta raširena i tradicionalna vjerovanja.